# Pallas (titan)
Pallas, grekiska Πάλλας, var en titan som var son till Krios och Eurybia. Han var gift med flodgudinnan Styx och tillsammans hade de barnen Zelus (Tävlan), Nike (Seger), Kratos (Styrka) och Bia (Kraft).
Enligt Gaius Julius Hyginus, som är känd för sina många felaktigheter, fick de även barnen Scylla, Fontes (Fontäner) och Lacus (Sjöar).